# Markéta Pravdová
Markéta Pravdová (ur. 1974 w Novém Městě na Moravě) – czeska językoznawczyni, popularyzatorka wiedzy o języku czeskim. Jej działalność naukowo-badawcza koncentruje się na kulturze języka, teorii i praktyce poradnictwa językowego oraz problematyce kodyfikacji języka. W latach 2005–2016 kierownik Katedry Kultury Językowej Instytutu Języka Czeskiego, od roku 2011 zastępczyni dyrektora Instytutu Języka Czeskiego ds. stosunków zewnętrznych i popularyzacji, w latach 2012–2017 przewodnicząca Rady Instytutu Języka Czeskiego.

## Biografia
Urodziła się w Novém Městě na Moravě, do 18 roku życia mieszkała we wsi Bohdalov. Ukończyła szkołę średnią w Zdziarze nad Sazawą. Podjęła studia na kierunku język czeski – filozofia na Wydziale Filozoficznym Uniwersytetu Karola w Pradze.
Po ukończeniu studiów pracowała jako analityk medialny, a następnie jako opiekun klienta w czeskiej agencji PR Donath-Burson-Marsteller. W 2000 roku ukończyła London School of Public Relations. W 2005 roku obroniła na Wydziale Nauk Społecznych Uniwersytetu Karola pracę doktorską zatytułowaną Globální kultura a reklama. W 2015 roku ukończyła program studiów MBA: Public relations a komunikace (Business Institut EDU).
Jeszcze w trakcie studiów rozpoczęła pracę w Katedrze Kultury Językowej (oddělení jazykové kultury) i Poradni Językowej Instytutu Języka Czeskiego. Do Instytutu Języka Czeskiego wróciła w 2001 roku. Od dłuższego czasu zajmuje się badaniem i popularyzacją współczesnej czeszczyzny, teorią oraz praktyką kultury językowej, a także poradnictwem językowym. W latach 2005–2016 pracowała w Instytucie Języka Czeskiego jako kierownik Katedry Kultury Językowej, od 2011 roku była zastępcą dyrektora ds. stosunków zewnętrznych i popularyzacji. Jest długoletnią członkinią Rady Instytutu, w latach 2012–2017 była jej przewodniczącą. Pracowała w Radzie ds. Popularyzacji Nauki Akademii Nauk Republiki Czeskiej i w zespołach redakcyjnych periodyków akademickich. Od 2017 roku jest członkinią Rady Akademickiej Czeskiej Akademii Nauk, zajmuje się koncepcyjnymi zagadnieniami mediów akademickich, prezentacją wyników działalności akademii, a także jej współpracą i komunikacją z mediami. Jest redaktorem naczelnym czasopisma „Naše řeč”. Laureatka licznych nagród i wyróżnień.